# Капустинский сельский совет (Збаражский район)
Капустинский сельский совет (укр. Капустинська сільська рада) — входит в состав
Збаражского района
Тернопольской области
Украины.
Административный центр сельского совета находится в 
с. Капустинцы.

## История
- 1940 — дата образования.

## Населённые пункты совета
- с. Капустинцы
- с. Зарудечко
- с. Капустинский Лес
- с. Мусоровцы